# Siam (dúo)
Siam es un dúo musical de Cali, Colombia, formado por los esposos Carlos Montaño y Carolina Núñez. En 2009, ganaron la tercera temporada de El factor X, la edición colombiana de The X Factor, bajo la tutoría de José Gaviria quien también fue mentor de sus rivales en la final, el grupo de reguetón Raza Pana. El premio fue la grabación de su álbum debut, el cual fue lanzado en 2010 bajo el sello EMI y cuyo nombre fue Siam. En septiembre de 2011 fueron nominados para el premio Grammy Latino en la categoría de Mejor álbum vocal pop de dúo o grupo, ganado por Álex Ubago, Lena y Jorge Villamizar con su álbum Alex, Jorge y Lena. Más tarde, debido a las bajas ventas, el grupo decidió firmar con la disquera Colombo Records y lanzar un segundo álbum titulado Las Cosas Que Nunca Nos Dijimos, con el cual, en agosto de 2013, ganaron disco de oro por las ventas obtenidas.

## Historia
En el año 2000, los cantantes se reunieron en el Conservatorio Antonio María Valencia en la ciudad colombiana de Cali. Carolina Núñez es de Cali y Carlos Montaño es de Cartago. Allí estudiaron música. Más tarde, en 2005 se frecuentaban en las presentaciones en las que participaban y esto permitió una amistad. En 2009 se casaron. Ese año emigraron a Bogotá en busca de nuevas oportunidades. El 21 de abril de 2016 nació su primera hija llamada Emilia

## Carrera musical

### Factor X
Al llegar a Bogotá, ofrecían su trabajo de bar en bar con sólo una guitarra, pero ese año apareció la tercera temporada de El Factor X. Carolina propuso a su esposo que participaran en el programa de televisión colombiana, pero él no estaba de acuerdo con el hecho,  porque ya que habían hecho audiciones preliminares como solistas y en la primera temporada sólo Carolina pasó las audiciones; esto ocasionó el distanciamiento por mucho tiempo de la pareja. Después de haberse reconciliado y casado, ellos se arriesgaron y participaron como dúo, ganando la tercera temporada del programa en 2009.

### 2010: Álbum debutSiam
Un año después lanzaron su álbum debut homónimo, el 1 de octubre de 2010 bajo el sello discográfico EMI, producido por José Gaviria, los sencillos del álbum fueron «Me Hiciste Creer» que fue bien recibido en las emisoras de Colombia, llegando a los primeros lugares del conteo, seguido del sencillo «Quizás Debió Llover» quién llegó al puesto 56 del Colombian Singles Chart.
El álbum fue nominado a un premio Grammy Latino a Mejor álbum vocal pop de un dúo o banda pero los ganadores de la categoría fueron los cantantes Jorge Villamizar, Álex Ubago y Lena Burke con su álbum Alex, Jorge y Lena.

### 2012-presente:Las Cosas Que Nunca Nos Dijimos
Las Cosas Que Nunca Nos Dijimos es el segundo álbum del dúo esta vez bajo el sello discográfico de Colombo Records el 1 de noviembre de 2012, producido nuevamente por José Gaviria bajo el apoyo de Carlos Montaño y Fernando Tobón, con grandes músicos como Lee Levin, Dan Warner y Pedro Alfonso.
El primer sencillo del álbum fue «Sencillamente», publicado el 5 de junio de 2012, una balada romántica que tuvo buen recibimiento comercial, el segundo sencillo «No Existe» llegó al puesto 18 de Colombian Singles Chart, el tercer sencillo se llama «Tu Cariño», publicado el 2 de mayo de 2013.
Uno de los escritores de algunos temas fue Gian Marco en canciones como «Entre Tu y Yo» y «De Vez en Cuando», además este sirvió de inspiración para la grabación de este álbum, otro de los escritores fue Wilfran Castillo en el tema «Cuando Tu Me Amabas».
El álbum recibe Disco de Oro por vender 10 000 copias físicas y 50 000 descargas digitales

## Discografía

### Álbumes de estudio
| Título                          | Detalles                                                                                               |
| ------------------------------- | --- |
| Siam                            | - Publicación: 1 de octubre de 2010 - Discográfica: EMI Colombia - Formato: CD, descarga digital       |
| Las Cosas Que Nunca Nos Dijimos | - Publicación: 1 de noviembre de 2012. - Discográfica: Colombo Records - Formato: CD, descarga digital |

### Sencillos
| «Quizás Debió Llover»                                   | 2009 | 56 | Siam                            |
| «Me Hiciste Creer»                                      | 2010 | —  | Siam                            |
| «Dejarte Ir»                                            | 2011 | —  | Siam                            |
| «Sencillamente»                                         | 2012 | —  | Las Cosas Que Nunca Nos Dijimos |
| «No Existe»                                             | 2012 | 18 | Las Cosas Que Nunca Nos Dijimos |
| «Tu Cariño»                                             | 2013 | —  | Las Cosas Que Nunca Nos Dijimos |
| «Cuando Tú Me Amabas»                                   | 2013 | —  | Las Cosas Que Nunca Nos Dijimos |
| «Un nuevo día»                                          | 2014 | —  | No aplica                       |
| «—» denota que no alcanzó ninguna posición en el conteo |      |    |                                 |

## Premios y nominaciones
| Año  | Premiación             | Categoría                            | Trabajo | Resultado |
| ---- | ---------------------- | ------------------------------------ | ------- | --------- |
| 2011 | Premios Grammy Latinos | Mejor Álbum Pop Vocal de Dúo o Grupo | Siam    | Nominado  |